# Ahmad Kaftáru
Šajch Ahmad Kaftáru (1915, Damašek – 1. září 2004), (arabsky:ﺃحمد كفتارو, Aḥmad Kaftārū), byl syrský muftí a velký muftí. Úřad velkého muftího zastával od roku 1964, kdy byl do této funkce zvolen.
Narodil se v kurdské rodině a již od raného mládí jej jeho otec Amín Kaftáru, sám znalec náboženských textů a kazatel v nedaleké mešitě, vyučoval v různých disciplínách islámských věd. Během dospívání se mu dostalo i odborné výuky u jiných znalců islámského práva, což mu umožnilo i širokou specializaci v této vědecké oblasti. Po smrti svého otce se ujal jeho role v sufijském bratrstvu Nakšbandíje a stal se kazatelem v nedaleké mešitě Abú Núr. Ve čtyřicátých a padesátých letech 20. století se zabýval převážně studiem náboženských textů, přičemž se zdokonalil v jejich výkladu natolik, že se etabloval jako expert v tomto oboru. 1951 se stal muftím v Damašku a v roce 1964 pak syrským velkým muftím, kterým zůstal až do smrti v roce 2004.